# 南乌尼昂
南乌尼昂是巴西马托格罗索州的一个市镇。总面积4581.121平方公里，总人口3993人，人口密度0.9人/平方公里。